# کربن دی‌اکسید در اتمسفر زمین

غلظت اتمسفری کربن دی‌اکسید که توسط رصدخانه ماونا لوآ از ۱۹۵۸ تا ۲۰۲۲ اندازه‌گیری شده و به‌نام منحنی کیلینگ نیز نامیده می‌شود. غلظت کربن دی‌اکسید در طول تاریخ ۴٫۵۴ میلیارد ساله زمین بسیار متفاوت بوده‌است. با این حال، در سال ۲۰۱۳ میانگین روزانه غلظت CO2 در جو از ۴۰۰ بخش در میلیون فراتر رفت. این سطح غلظت از اواسط پلیوسن، یعنی حدود ۴ تا ۲ میلیون سال پیش، هرگز به این مقدار نرسیده‌است.

در اتمسفر زمین، کربن دی‌اکسید (CO2) یک گاز کم‌مقدار است که نقش مهمی در اثر گلخانه‌ای، چرخه کربن، فتوسنتز و چرخه اقیانوسی کربن دارد. این گاز یکی از چندین گاز گلخانه‌ای در جو زمین است. از می ۲۰۲۲، میانگین کنونی غلظت جهانی CO2 در جو، حدود ۴۲۱ ppm است. این مقدار نشان‌دهنده افزایش ۵۰ درصدی CO2 از آغاز انقلاب صنعتی و افزایش از ۲۸۰ ppm در طول ۱۰٬۰۰۰ سال قبل از اواسط قرن ۱۸ است. این افزایش به دلیل فعالیت‌های انسانی است. سوزاندن سوخت‌های فسیلی علت اصلی این افزایش غلظت CO2 و همچنین عامل اصلی تغییر اقلیم است. سایر منابع بزرگ انسانی شامل تولید سیمان، جنگل‌زدایی و سوزاندن زیست‌توده است. 
در حالی که نور مرئی شفاف است، کربن دی‌اکسید یک گاز گلخانه‌ای است که پرتو فروسرخ را در دو بسامد ارتعاشی فروسرخ فعال جذب و منتشر می‌کند. کربن دی‌اکسید تابش فروسرخ را در طول‌موج‌های ۴٫۲۶ میکرومتر (μm) (۲٬۳۴۷cm−۱) (حالت ارتعاشی کششی نامتقارن) و ۱۴٫۹۹ میکرومتر (۶۶۷ cm−۱) (حالت ارتعاشی خمشی) جذب و منتشر می‌کند. کربن دی‌اکسید از طریق اثر گلخانه‌ای نقش مهمی در تأثیرگذاری بر دمای سطح زمین دارد. شدیدترین حالت گسیل نور از سطح زمین در ناحیه فروسرخ بین ۲۰۰ تا ۲۵۰۰ cm−۱ است، برخلاف تابش نور از خورشید که در بازه طیف مرئی در شدیدترین حالت است. جذب نور فروسرخ در بسامدهای ارتعاشی کربن دی‌اکسید اتمسفر، انرژی را در نزدیکی سطح به دام انداخته و باعث گرم شدن سطح زمین و بخش‌های زیرین اتمسفر می‌شود. در نتیجه، انرژی کمتری به اتمسفر بالایی می‌رسد که به دلیل این جذب، خنک‌تر است.
افزایش غلظت CO2 در اتمسفر و دیگر گازهای گلخانه‌ای با عمر طولانی مانند متان، نیتروز اکسید و ازون سبب افزایش جذب و انتشار تابش فروسرخ توسط جو شده و باعث افزایش دمای متوسط جهانی و اسیدی شدن اقیانوس‌ها می‌شود.
غلظت کنونی کربن دی‌اکسید در اتمسفر بالاترین میزان در ۱۴ میلیون سال گذشته‌است. غلظت CO2 در اتمسفر در طول دوره کامبرین (حدود ۵۰۰ میلیون سال پیش) به ۴٬۰۰۰ ppm و در طول یخبندان کواترنری در حدود دو میلیون سال پیش به کمتر از ۱۸۰ ppm رسید. رکوردهای دمایی بازسازی شده در ۴۲۰ میلیون سال گذشته نشان می‌دهد که در طول دوونین (۴۰۰ میلیون سال پیش) غلظت CO2 اتمسفر در حدود ۲٬۰۰۰ ppm بوده و مجدداً در دوره تریاس (۲۲۰–۲۰۰ میلیون سال پیش) به اوج خود رسیده‌است و در طول دوره ژوراسیک (۲۰۱–۱۴۵ میلیون سال پیش) نیز چهار برابر سطح فعلی بوده‌است.